# Susy Kane
Susy Kane (ur. 27 sierpnia 1978 w Dorking, Surrey) – brytyjska aktorka, scenarzystka i piosenkarka.
Wystąpiła w różnych serialach telewizyjnych jak Saxondale, Gavin & Stacey, The Thick of It, Technicy-magicy i wielu innych. W 2012 roku dołączyła do obsady w trzecim sezonie serialu młodzieżowego Nickelodeon – Tajemnice domu Anubisa w roli nauczycielki Caroline Denby.

## Życie prywatne
Susy Kane jest córką śpiewaczki operowej Alison Warner oraz aktora i scenarzysty Johna Kane'a. Jest także młodszą siostrą scenarzysty komediowego i aktora Simona Kane'a. Jej ojciec był związany z zespołem teatralnym Royal Shakespeare Company, w którym grał role szekspirowskie, jest także aktorem, twórcą oraz scenarzystą brytyjskiego serialu komediowego Terry and June. Jest ona pochodzenia hugenockiego i celtyckiegopotrzebne źródło.
Dorastała w Wandsworth w Londynie i zdobyła stypendium w Westminster School w szóstej klasie. Studiowała na Uniwersytecie Edynburskim. Obecnie przebywa w North London.

## Wybrana filmografia
- 1999-2000: Barmy Aunt Boomerang jako pani Goodbody
- 2000: Resurrecting Bill jako Carol
- 2007: Saxondale jako reporterka
- 2008: Gavin & Stacey jako reporterka
- 2009: The Thick of It jako producentka z BBC
- 2010: Technicy-magicy jako dziewczyna w przebraniu kobiety-kościotrupa
- 2013: Tajemnice domu Anubisa jako Caroline Denby